# Распе, Рудольф Эрих
Рудо́льф Э́рих Ра́спе (Распэ; нем. Rudolf Erich Raspe; март 1736, Ганновер — 1 ноября 1794, Килларни) — немецкий писатель, поэт и историк, известный как автор рассказов барона Мюнхгаузена (в которых повествование ведётся от его имени), член Лондонского королевского общества (1769—1775).
Кроме большого количества ценных статей по археологии, писатель напечатал первый сборник «Лживых или вымышленных историй» («Lügengeschichten») Мюнхгаузена. Он принадлежал к числу первых, обративших в Германии внимание на поэмы Оссиана.

## Биография
Родился в марте 1736 года в немецкой семье, воспитывался по канонам образцового немецкого поведения.
Изучал естественные науки и филологию в Гёттингене и Лейпциге.
1762—1767 — работает в Ганновере писарем, затем получает место секретаря в библиотеке.
В 1764 году Распе издал латинские сочинения Лейбница, посвятив их Герлаху Адольфу фон Мюнхгаузену (1688—1770), родственнику своего будущего героя, ганноверскому министру в Лондоне, основателю и куратору университета в Гёттингене.
1766 — пишет один из первых рыцарских романов «Хермин и Гунильда».
1767 — становится профессором в Каролинуме и смотрителем антикварного и монетного кабинета, где занимает место второго библиотекаря в Касселе у местного ландграфа.
1773 — предпринимает путешествие по Вестфалии, посвящая много времени поискам старых рукописей.
1775 — располагая солидным опытом и пользуясь авторитетом предпринимает повторное путешествие по Вестфалии, на сей раз скупая редкие вещи и монеты для ландграфских коллекций. Будучи бедным человеком, он продаёт часть монет из принадлежащего ландграфу собрания, чтобы поправить своё финансовое положение. На его арест уже выдан ордер, но Распе удаётся бежать и добраться до Лондона. Считается, что люди, пришедшие его арестовывать, были так поражены его даром рассказчика, что дали профессору возможность скрыться.
1785 — Распе выпускает первого «книжного» «Мюнхгаузена» (первые опубликованные истории появились в немецком «Путеводителе для весёлых людей», 1781, 1783). На эту книгу Распе повлияли сочинения Лукиана, причём некоторые эпизоды из «Правдивой истории» древнегреческого писателя были перенесены в «Приключения Мюнхгаузена» почти дословно. Заслуга Распе заключается в обработке материала из «Путеводителя» и превращении его в цельное произведение, объединённое единым рассказчиком и обладающее законченной структурой. В этой книге на первое место выдвигается идея наказания лжи, а сама книга построена как типично английское произведение, где все события связаны с морем. Английский вариант приключений Мюнхгаузена (немецкий вариант-переработка написан немного позднее немецким поэтом Г. А. Бюргером) сориентирован на жителей британских островов и содержит ряд эпизодов, интересных и наиболее понятных именно англичанам.
1791 — издал на французском и английском языках каталог коллекции Джона Таффи, которую до этого приводит в порядок.
1794 — Распе намеревается заложить в Макросе (Ирландия) угольную шахту, но не успевает — в конце того же года он умирает от сыпного тифа.
Значение Распе для развития немецкой литературы второй половины XVIII в. заключается в том, что именно он направил интерес своих соотечественников к древней германской (скандинавской) поэзии. Ему принадлежит также заслуга пробуждения интереса к Библии как к одному из древнейших произведений мировой литературы. Распе обратил внимание Гердера на собрание епископа Т. Перси, пристально всматривался в «Оссиана» Макферсона. Он был одним из первых, кто, почувствовав сомнительность древности «Песен Оссиана», тем не менее, подчёркивал значение произведений подобного рода для развития европейской литературы.

## Научный вклад
Был известным геологом, специалистом по окаменелостям. 
Благодаря трактату «Введение в естественную историю земного шара» (Specimen historiæ naturalis globi terraquei), в котором изложил «дальнейшее подтверждение гипотезы Гука о Земле, о происхождении гор и окаменелых тел» в 1769 году был избран членом Лондонского королевского общества.  Также Распе одним из первых понял, что базальтовые породы образовались из застывших потоков лавы.